# Múscul subescapular
El múscul subescapular (musculus subscapularis) és uns dels músculs que formen part del conjunt muscular anomenat manegot dels rotatoris. És un múscul ample, pla i triangular que cobreix la cara anterior de l'escàpula.
El seu origen es troba a la totalitat de la superfície de la fossa subescapular. Les seves fibres convergeixen cap a la base de l'apofisi coracoide sota la qual llisquen per anar a inserir-se al troquí, el tubercle menor de l'húmer. Situat entre l'escàpula i el múscul serrat major, que el separa del tòrax, no participa en el modelatge de l'espatlla. És innervat pels nervis subescapular superior i subescapular inferior.
L'acció del múscul produeix la rotació medial de l'húmer.

## Imatges

Animació. El múscul subscapular (en vermell).
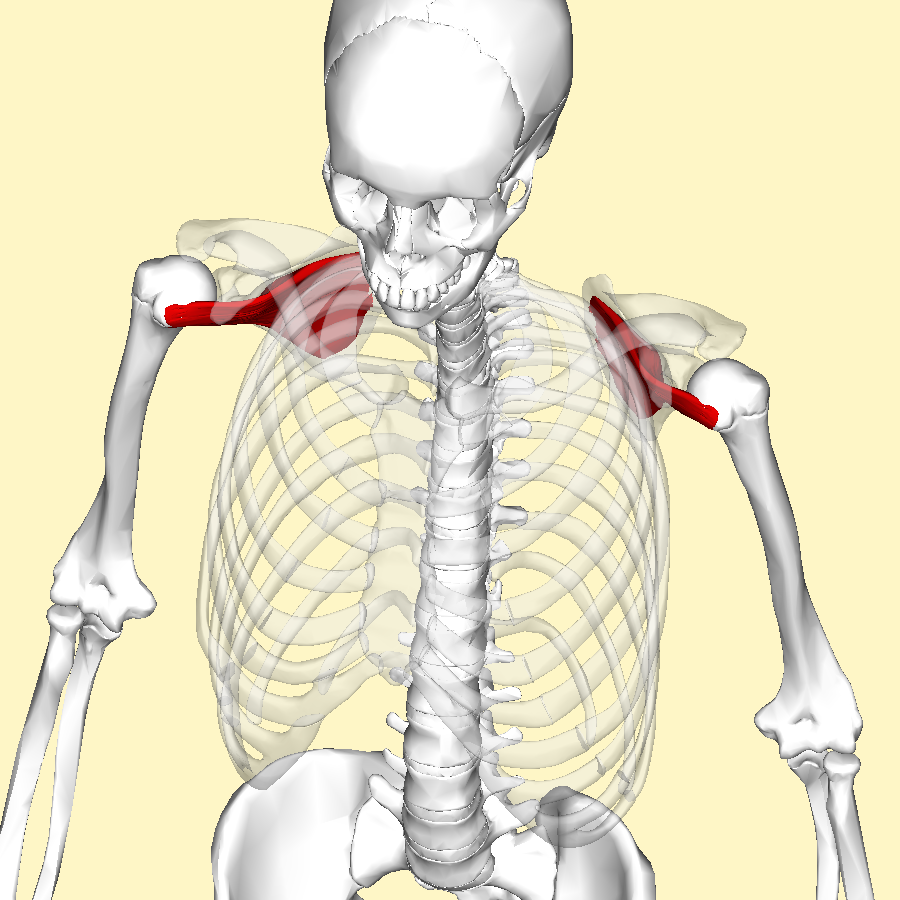
Múscul subescapular (en vermell), vista superior.
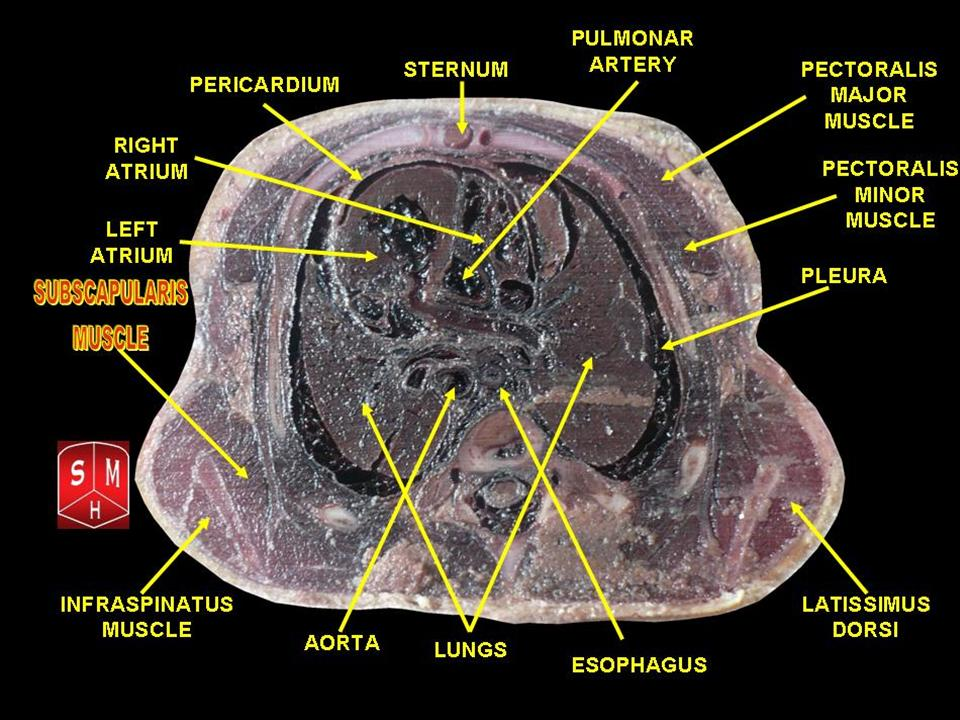
Múscul subscapular.
Diagrama de l'articulació de l'espatlla.
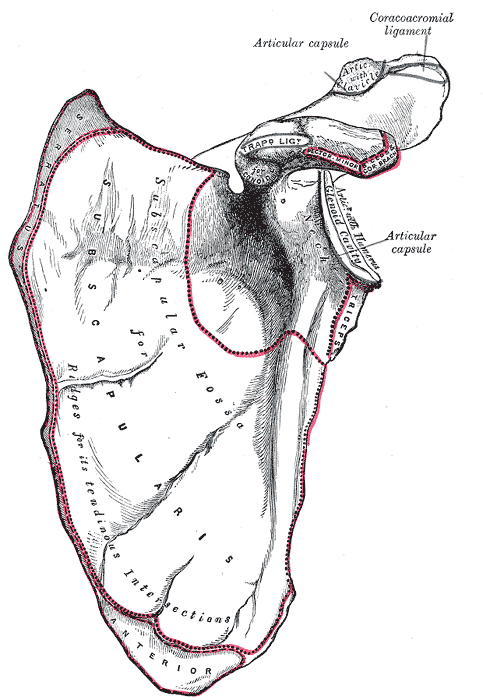
Escàpula esquerra. Superfície costal.
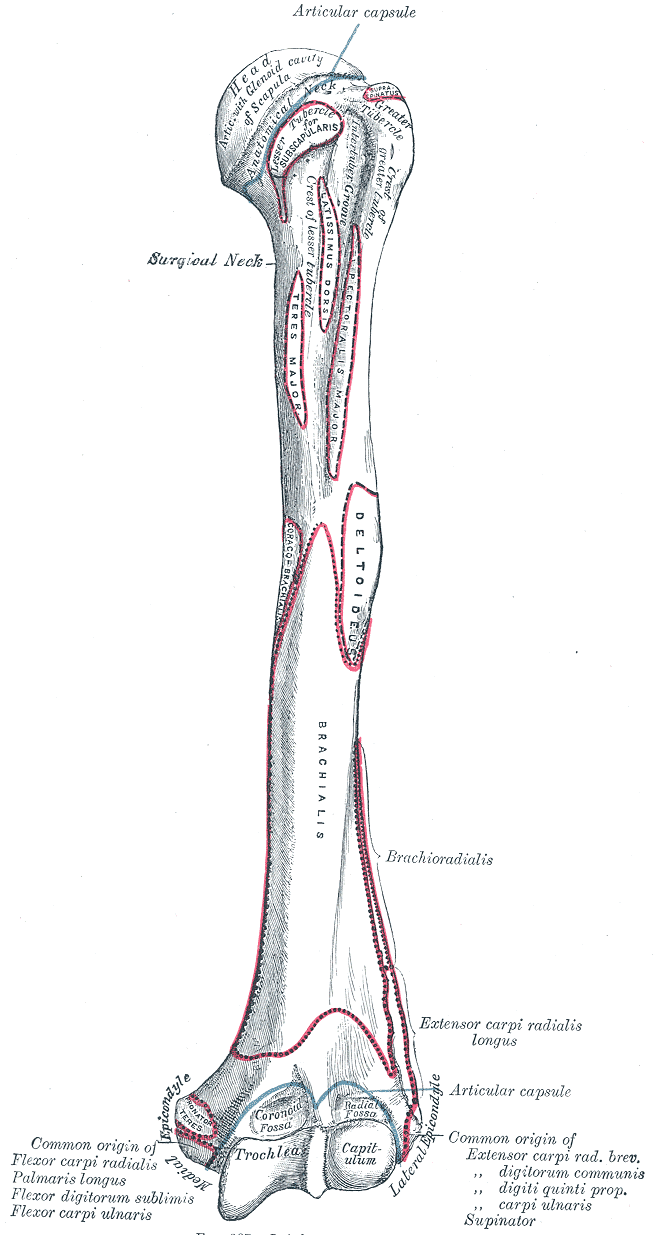
Húmer esquerre. Vista anterior.
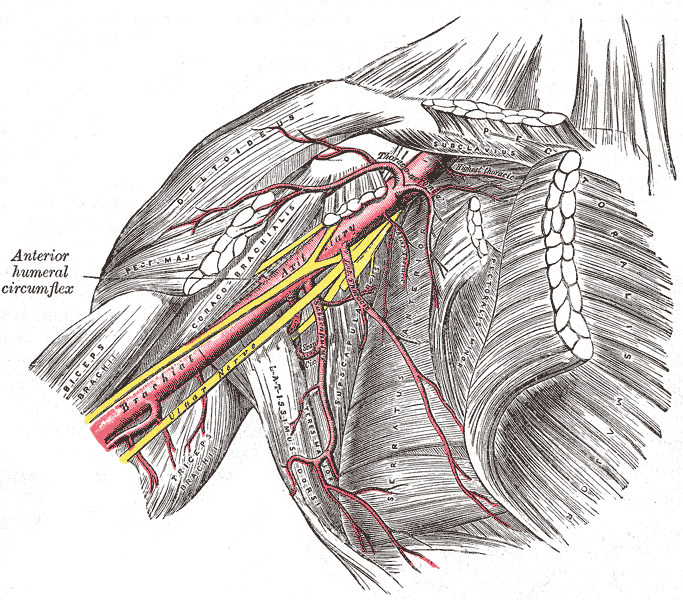
L'artèria axil·lar i les seves branques.
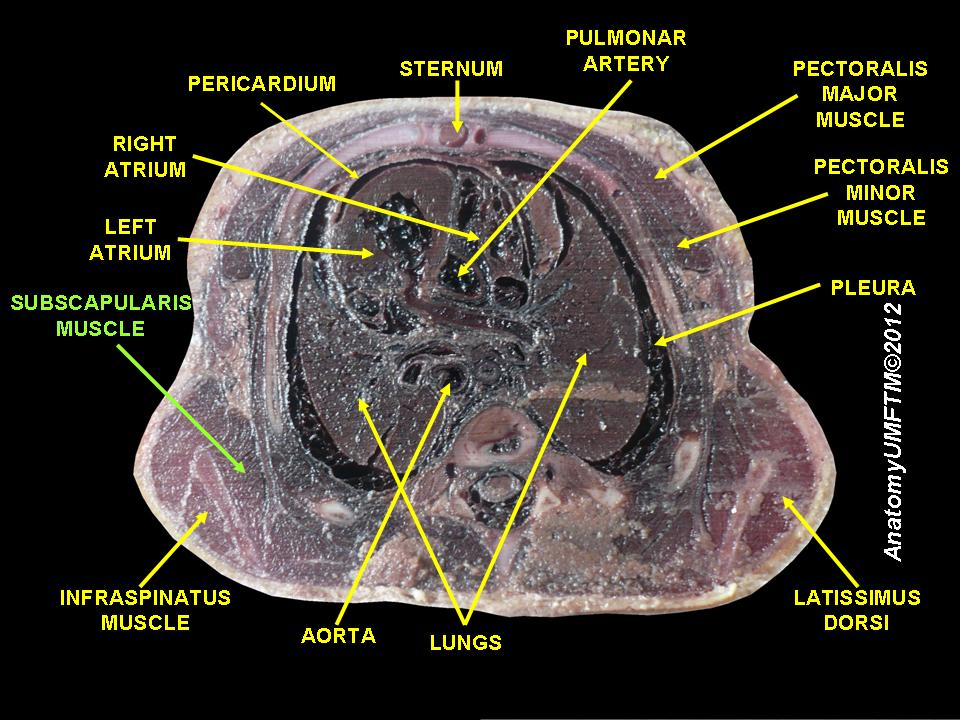
Múscul subscapular.